# 161371 Bertrandou
161371 Bertrandou è un asteroide della fascia principale. Scoperto nel 2003, presenta un'orbita caratterizzata da un semiasse maggiore pari a 2,6388017 UA e da un'eccentricità di 0,0624877, inclinata di 3,56446° rispetto all'eclittica.